# 1608 en arts plastiques
| Années des arts plastiques : 1605 - 1606 - 1607 - 1608 - 1609 - 1610 - 1611    |
| Décennies des arts plastiques : 1570 - 1580 - 1590 - 1600 - 1610 - 1620 - 1630 |

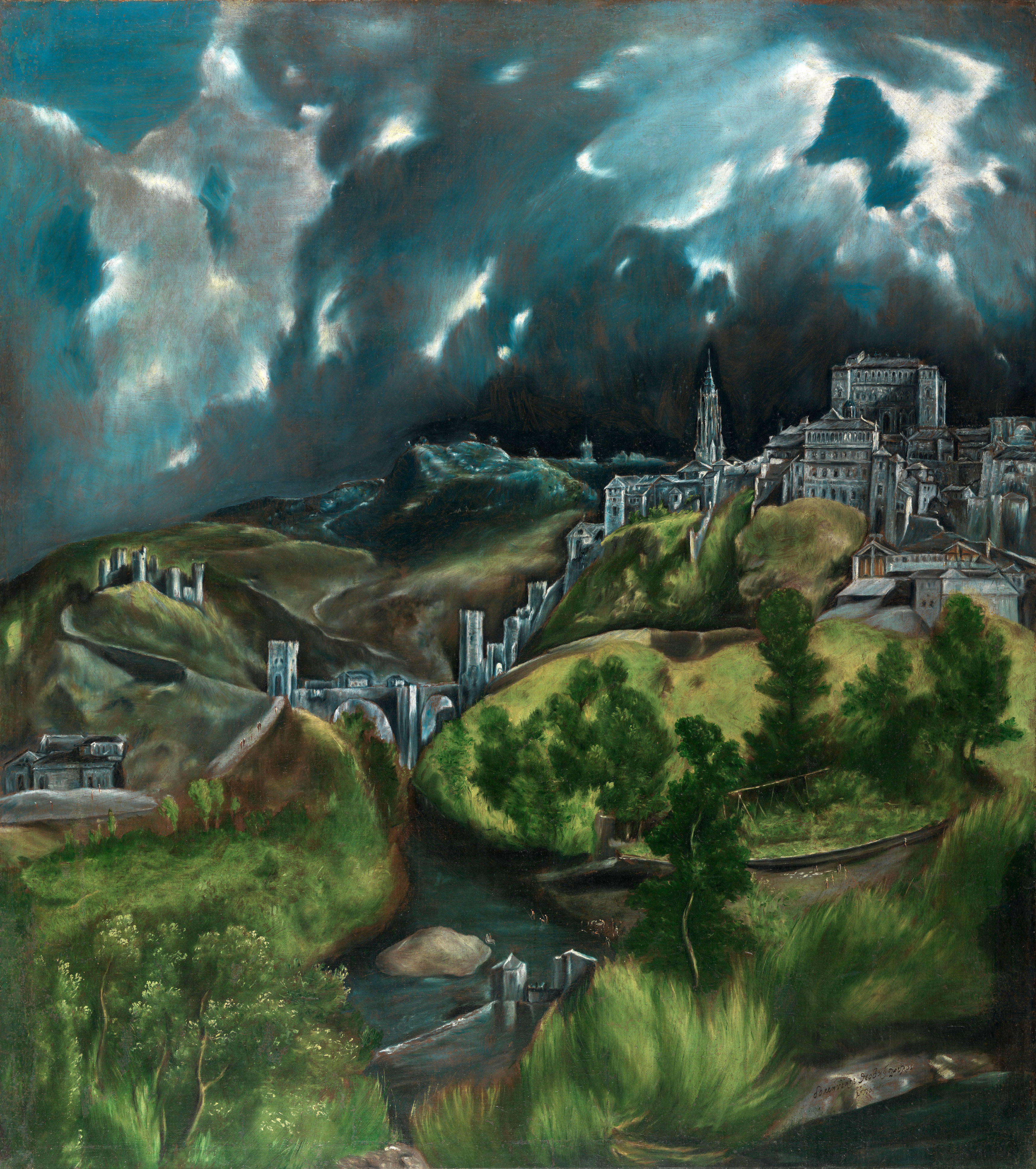
Vue de Tolède, Le Greco.

Cette page concerne l'année 1608 en arts plastiques.

## Œuvres
- L'Annonciation : tableau du Caravage

## Naissances
- Pieter Duyfhuysen, peintre néerlandais († 1677).

## Décès
- 27 mai : Alessandro Vittoria, sculpteur maniériste italien (° 1525),
- 5 juin : Ippolito Andreasi, peintre maniériste italien (° vers 1548),
- 6 juin : Bernardo Buontalenti, architecte, sculpteur et peintre italien (° 15 décembre 1531),
- 26 juillet : Pablo de Céspedes, peintre, sculpteur, architecte, humaniste et poète espagnol (° 1538),
- 13 août : Giambologna (de son vrai nom Jean de Boulogne), sculpteur maniériste flamand (° 1529),
- 10 septembre : Henri Lerambert, peintre français (° vers 1550),
- 11 octobre : Ambrogio Figino, peintre maniériste italien (° 1553),
- 14 novembre : Bartolomeo Carducci, peintre italien (° 1560),
- 26 octobre : Juan Pantoja de la Cruz, peintre espagnol (° 1553),
- Date inconnue :
- Felice Damiani, peintre maniériste italien (° 1560),
- Ridolfo Sirigatti, sculpteur et peintre italien  (° 1553),
- Vers 1608 :
- Alonso Vázquez, peintre et sculpteur maniériste espagnol (° 1565).